# Super Show 5
Super Junior World Tour - "Super Show 5" El concierto en vivo 2013 de la banda sur coreana Super Junior promocionando su sexto álbum de estudio, Sexy, Free & Single. El Tour Mundial Comenzara con dos shows en el Olympic Gymnastics Arena de Seúl en marzo de 2013 seguido de Sudamérica Brasil, Argentina, Chile, Perú Después China, Japón otros países asiáticos, Reino Unido está incluido en el tour, y en Norte América México.

## Concierto
El día dos de los conciertos de Seúl, los nueve miembros celebraron una conferencia de prensa en el Olympic Gymnastics Arena. Shindong dijo que "el nivel de participación por nuestra parte será el más alto en este concierto. Nuestras opiniones activamente estuvieron tomadas en cuenta para elegir solo y actuaciones de grupo para escoger los trajes para el concierto ". Eunhyuk explicó "Participamos en canciones, organización de etapas y elegir trajes", y que la agencia tomo en cuenta nuestras opiniones. Añadió que pensaban sobre los fanáticos que vienen al concierto cada año y decidieron cantar canciones que no lo han hecho antes. Exmiembro de SM Entertainment y S.E.S. Bada hizo una aparición de surpirse durante la etapa solista de Ryeowook donde él imitó a él.
En la Segunda parte de la gira Super Show 5 marca la primera vez del grupo Super Junior en Sudamérica en una gira en solitario y la más grande gira de un artista coreano en Sudamérica.
Yesung anunció en el concierto de Seúl que se va a dar de alta a su servicio militar obligatorio en 2013.
Él está programado para darse de alta el 6 de mayo, por lo que no participará en la parte sudamericana del Tour.
El concierto de Super Junior en Chile trajo a 12.008 fanes y estableció un récord como la mayor audiencia para un grupo coreano en América del Sur. Ellos concluyeron el tramo sudamericano del concierto delante de 40.000 aficionados en 4 Conciertos.
Super Junior reúne 1 Millón de audiencias en el concierto Super Show 5 de Singapur el cual fue el concierto número 80 desde el Super Junior The 1st Asia Tour - "Super Show" Hasta el Super Junior World Tour - "Super Show 5".
El 7 de noviembre se celebró en México el Super Show 5, el cual agotó todas las entradas en menos de 5 horas. Se estableció el récord de la mayor audiencia para un "Super Show" realizado fuera de Asia, así como la obtención del registro para el concierto más concurrido y recaudado en toda América para un grupo surcoreano, con 17.994 aficionados que asistieron y una recaudación de $2 071 893 Millones de Dólares.
Super Junior es el primer grupo coreano en reunir en sus 97 Conciertos desde su SUPER SHOW The 1st Asia Tour, SUPER SHOW 2 The 2nd Asia Tour, SUPER SHOW 3 The 3rd Asia Tour, Super Junior World Tour SUPER SHOW 4 y Super Junior World Tour SUPER SHOW 5, En todos sus shows han vendido más de 1,350,000 Tickets sin contar los Fan Meeting Concert.

## Lista de canciones
| Seúl, Corea del Sur |
| --- |
| Super Junior Intro 1. "Mr. Simple" 2. "Bonamana" 3. "Super Girl"(Korean ver.) - Super Junior-M con Kang-in y Shindong - First MENT First video interlude 1. "It's You" Second video interlude 1. "Sexy, Free & Single" (Rearranged) 2. "Boom Boom" 3. "Club No.1" Third video interlude 1. "So Cold" - Eunhyuk, Lee Donghae, Siwon, Henry Lau 2. 서른 즈음에 + 고향의 봄 ("About 30" + "Hometown's spring") - Kang-in 3. "How Am I Supposed to Live Without You" - Kyuhyun, Sungmin, Ryeowook, Zhou Mi 4. "Gray paper" - Yesung 5. Dance Performance ft. "Harlem Shake" - Shindong, Eunhyuk, Donghae - Cross dress performance: 1. "Saturday Night" de Son Dam-bi - Siwon 2. "Loving you" de S.E.S. - Ryeowook 3. "Bloom" of Ga-In - Kang-in 4. "Ice Cream" de HyunA - Sungmin 5. "Alone" de Sistar - Siwon, Ryeowook, Kangin, Sungmin Fourth video interlude 1. "Break Down" (Korean ver.) - Super Junior-M 2. "A-oh!" (Korean ver.) - Super Junior-M 3. "Go" (Korean ver.) - Super Junior-M 4. "Shake It Up!" 5. "Rockstar" Fifth video interlude 1. 중 ("-ing") - Super Junior-K.R.Y 2. "Daydream" - Second MENT 1. "Bittersweet" + "Someday" (medley) 2. "Memories" Sixth video interlude (Superhéroes) 1. "Dreaming Hero" con Zhou Mi y Henry Seventh video interlude (Dance tutorial) 1. "Sunny" con Zhou Mi y Henry 2. "Wonder Boy" con Zhou Mi y Henry Eighth video interlude (SS1 Marry U) 1. "Marry U" - Third MENT Encore 1. "Sorry, Sorry" 2. "Show Me Your Love" con Zhou Mi y Henry 3. "Sapphire Blue" con Zhou Mi y Henry - Fourth MENT 1. "So I" con Zhou Mi y Henry Behind the scenes video |

| Sudamérica |
| --- |
| Super Junior Intro 1. "Mr. Simple" 2. "Bonamana" 3. "Super Girl" (Korean ver.) - Super Junior-M con Kang-in y Shindong - First MENT First video interlude 1. "It's You" Second video interlude 1. "Twins" 2. "A Man in Love" 3. "Sexy, Free & Single" (Rearranged) 4. "Spy" Third video interlude 1. "How Am I Supposed to Live Without You" - Kyuhyun, Sungmin, Ryeowook, Zhou Mi 2. "Oppa, Oppa" con Zhou Mi y Henry 3. "Ai se eu te pego" con Zhou Mi y Henry Fourth video interlude 1. "Break Down" (Korean ver.) - Super Junior-M 2. "Go" (Korean ver.) - Super Junior-M 3. "A-oh!" (Korean ver.) - Super Junior-M 4. "Shake It Up!" 5. "Rockstar" Fifth video interlude 1. "Daydream" - Second MENT 1. "Bittersweet" + "Someday" (medley) 2. "Memories" Sixth video interlude (Superhéroes) 1. "Dreaming Hero" con Zhou Mi y Henry Seventh video interlude (Dance tutorial) 1. "Sunny" con Zhou Mi y Henry 2. "Wonder Boy" con Zhou Mi y Henry - Third MENT 1. "So I" with Zhou Mi y Henry Encore 1. "Sorry, Sorry" 2. "Miracle" con Zhou Mi y Henry 3. "Dancing Out" with Zhou Mi y Henry - Fourth MENT 1. "Marry U" con Zhou Mi y Henry |

| Tokio, Japón |
| --- |
| Super Junior Intro 1. "Mr. Simple" (Japanese ver.) 2. "Bonamana" (Japanese ver.) 3. "Super Girl" (Korean ver.) - Super Junior-M con Kang-in y Shindong - First MENT First video interlude 1. "It's You" 2. "Hero" Second video interlude 1. "Sexy, Free & Single" - Rearranged (Japanese ver.) 2. "Boom Boom" 3. "Club No.1" Third video interlude 1. "So Cold" - Eunhyuk, Donghae, Siwon, Henry 2. "いのちの歌" - Kyuhyun, Sungmin, Ryeowook, Zhou Mi 3. Dance Performance ft. "Harlem Shake" - Shindong, Eunhyuk, Donghae - Cross dress performance: 1. "Saturday Night" de Son Dam-bi - Siwon 2. "Loving you" de S.E.S. - Ryeowook 3. "Bloom" of Ga-In - Kang-in 4. "Ice Cream" de HyunA - Sungmin 5. "Alone" de Sistar - Siwon, Ryeowook, Kangin, Sungmin 6. "I Wanna Dance" - Donghae & Eunhyuk Fourth video interlude 1. "Break Down" - Super Junior-M 2. "A-oh!" - Super Junior-M 3. "Go" - Super Junior-M 4. "Shake It Up!" 5. "Rockstar" Fifth video interlude 1. "Gray Paper" - Kyuhyun, Ryeowook 2. "Daydream" - Second MENT 1. "Bittersweet" + "Someday" (medley) 2. "Memories" Sixth video interlude (Superhéroes) 1. "Tuxedo" 2. "Wonder Boy" (Japanese ver.) with Zhou Mi and Henry Seventh video interlude (Dance tutorial) 1. "Sunny" with Zhou Mi and Henry 2. "Dancing Out" with Zhou Mi and Henry Eighth video interlude (SS1 Marry U) 1. "Marry U" - Third MENT Encore 1. "Sorry, Sorry" 2. "Bambina" 3. "Sapphire Blue" with Zhou Mi and Henry - Fourth MENT 1. "So I" with Zhou Mi and Henry Behind the scenes video |

| Ciudad de México, México y Londres, Inglaterra |
| --- |
| - Super Junior Intro Video (Opening) - - Screen Effect Show Super Show 5 - 1. "Mr.Simple" 2. "Bonamana" 3. "Super Girl"(Korean ver.) - Super Junior-M con Kang-in y Shindong - First MENT First video interlude 1. "(It's You) 너라고\|너라고" Second video interlude 1. "Twins (Knock Out)" 2. "갈증 (A Man In Love)" 3. "Sexy, Free & Single" (Rearranged) 4. "Spy" Third video interlude 1. "Isn't She Lovely (Kyuhyun y Shindong)" - Cross dress performance: 1. "Saturday Night" de Son Dam-bi - Siwon 2. "Loving you" de S.E.S. - Ryeowook 3. "Bloom" of Ga-In - Kang-in 4. "Ice Cream" de HyunA - Sungmin 5. "Alone" de Sistar - Siwon, Ryeowook, Kangin, Sungmin Fourth video interlude 1. "Hello" 2. "Oppa, Oppa" 3. "A-oh!" (Korean ver.) - Super Junior-M 4. "Shake It Up!" 5. "Rockstar" Fifth video interlude 1. "먹지" Kyuhyun, Ryeowook 2. "Daydream" - Second MENT - Ballad Medley 1. "Bittersweet" 2. "Someday" 3. "Memories" Sixth video interlude (Superhéroes) 1. "Wonder Boy" Seventh video interlude (Dance tutorial) 1. "Sunny" 2. "Dancing Out" - Third MENT 1. "So I" Encore 1. "Sorry, Sorry" 2. "Miracle" 3. "Sapphire Blue" - Fourth MENT 1. "Marry U" Behind the scenes video |

## Fechas
| Asia                     |                  |               |                                         |
| 23 de marzo de 2013      | Seúl             | Corea del Sur | Olympic Gymnastics Arena                |
| 24 de marzo de 2013      | Seúl             | Corea del Sur | Olympic Gymnastics Arena                |
| Sudamérica               |                  |               |                                         |
| 21 de abril de 2013      | São Paulo        | Brasil        | Credicard Hall                          |
| 23 de abril de 2013      | Buenos Aires     | Argentina     | Luna Park                               |
| 25 de abril de 2013      | Santiago         | Chile         | Movistar Arena                          |
| 27 de abril de 2013      | Lima             | Perú          | Jockey Club del Perú                    |
| Asia                     |                  |               |                                         |
| 1 de junio de 2013       | Yakarta          | Indonesia     | Mata Elang International Stadium (MEIS) |
| 2 de junio de 2013       | Yakarta          | Indonesia     | Mata Elang International Stadium (MEIS) |
| 15 de junio de 2013      | Hong Kong        | Hong Kong     | AsiaWorld-Arena                         |
| 16 de junio de 2013      | Hong Kong        | Hong Kong     | AsiaWorld-Arena                         |
| 6 de julio de 2013       | Singapur         | Singapur      | Singapore Indoor Stadium                |
| 27 de julio de 2013      | Tokio            | Japón         | Tokyo Dome                              |
| 28 de julio de 2013      | Tokio            | Japón         | Tokyo Dome                              |
| 3 de agosto de 2013      | Bangkok          | Tailandia     | Impact Arena                            |
| 4 de agosto de 2013      | Bangkok          | Tailandia     | Impact Arena                            |
| 10 de agosto de 2013     | Taipéi           | Taiwán        | Taipei Arena                            |
| 11 de agosto de 2013     | Taipéi           | Taiwán        | Taipei Arena                            |
| 12 de agosto de 2013     | Taipéi           | Taiwán        | Taipei Arena                            |
| 24 de agosto de 2013     | Shanghái         | China         | Mercedes-Benz Arena                     |
| 14 de septiembre de 2013 | Cantón           | China         | Guangzhou International Sports Arena    |
| 24 de octubre de 2013    | Manila           | Filipinas     | Mall of Asia Arena                      |
| Norteamérica             |                  |               |                                         |
| 7 de noviembre de 2013   | Ciudad de México | México        | Arena Ciudad de México                  |
| Europa                   |                  |               |                                         |
| 9 de noviembre de 2013   | Londres          | Reino Unido   | Wembley Arena                           |
| Asia                     |                  |               |                                         |
| 15 de noviembre de 2013  | Osaka            | Japón         | Kyocera Dome Osaka                      |
| 16 de noviembre de 2013  | Osaka            | Japón         | Kyocera Dome Osaka                      |
| 23 de noviembre de 2013  | Kuala Lumpur     | Malasia       | Putra Indoor Stadium                    |
| 30 de noviembre de 2013  | Macao            | Macao         | CotaiArena                              |
| 22 de febrero de 2014    | Pekín            | China         | Capital Indoor Stadium                  |

### Recaudaciones[27][28][29][30][31][32][33][34][35][36][37][38][39][40][41]
| Lugar                                   | Ciudad           | Entradas vendidas/disponibles | Recaudación |
| --------------------------------------- | ---------------- | ----------------------------- | ----------- |
| Olympic Gymnastics Arena                | Seúl             | 28 264 / 28 264 (100%)        | $3 278 528  |
| Credicard Hall                          | São Paulo        | 8 093 / 8 093 (100%)          | $1 003 470  |
| Luna Park                               | Buenos Aires     | 8 572 / 8 572 (100%)          | $1 028 162  |
| Movistar Arena                          | Santiago         | 12 008 / 12 008 (100%)        | $1 534 034  |
| Jockey Club del Perú                    | Lima             | 10 599 / 10 599 (100%)        | $1 642 517  |
| Mata Elang International Stadium (MEIS) | Yakarta          | 23 956 / 23 956 (100%)        | $3 084 752  |
| AsiaWorld-Arena                         | Hong Kong        | 27 862 / 27 862 (100%)        | $3 537 412  |
| Singapore Indoor Stadium                | Singapur         | 11 154 / 11 154 (100%)        | $2 010 865  |
| Tokyo Dome                              | Tokio            | 110 468 / 110 468 (100%)      | $10 091 528 |
| Impact Arena                            | Bangkok          | 29 971 / 29 971 (100%)        | $3 958 762  |
| Taipei Arena                            | Taipéi           | 35 024 / 35 024 (100%)        | $4 890 145  |
| Mercedes-Benz Arena                     | Shanghái         | 13 653 / 13 653 (100%)        | $1 805 847  |
| Guangzhou International Sports Arena    | Guangzhou        | 13 436 / 13 436 (100%)        | $1 783 625  |
| Mall of Asia Arena                      | Manila           | 13 054 / 13 054 (100%)        | $1 852 374  |
| Arena Ciudad de México                  | Ciudad de México | 17 994 / 17 994 (100%)        | $2 071 893  |
| Wembley Arena                           | Londres          | 12 438 / 12 438 (100%)        | $1 648 811  |
| Kyocera Dome Osaka                      | Osaka            | 100 592 / 100 592 (100%)      | $9 025 970  |
| Putra Indoor Stadium                    | Kuala Lumpur     | 13 985 / 13 985 (100%)        | $1 855 292  |
| CotaiArena                              | Macao            | 14 183 / 14 183 (100%)        | $2 567 817  |
| Capital Indoor Stadium                  | Pekín            | 13 896 / 13 896 (100%)        | $1 811 622  |
| TOTAL                                   | TOTAL            | 519 202 / 519 202 (100%)      | $60 483 476 |

## Personal
Organizador: SM Entertainment

Promotor: Dream Maker Entercom